# Réunion Nationalpark
Réunion Nationalpark (fransk: Parc national de La Réunion) er en nationalpark i Frankrig beliggende på øen Réunion, et oversøisk departement i den vestlige del af det Indiske Ocean. Parken blev etableret den 5. marts 2007 og beskytter de endemiske økosystemer i Les Hauts, Réunions bjergrige indre, og dækker omkring 42 % af øen. Bemærkelsesværdige endemiske arter omfatter den udrydningstruede Réuniongråfugl og Reunion Island-daggekkoen.
Planerne for en park går tilbage til 1985, og i en offentlig undersøgelse i 2004 godkendte kommunerne i Réunion oprettelsen af en nationalpark. Den blev officielt oprettet i 2007. Parkens vulkanske landskab, inklusive Piton de la Fournaise, en aktiv vulkan, blev udpeget til verdensarv i 2010 under navnet "Pitons, cirques and remparts of Réunion Island" for dets imponerende rå terræn og enestående biodiversitet. Parkens mission, udover at bevare landskab og biodiversitet, er at dele viden og byde besøgende velkommen og at arbejde sammen med lokale kommuner. Det er et populært rejsemål for vandreture og bjergbestigning.
Der er opstået kontroverser om økonomisk udvikling i parken, især udnyttelsen af geotermisk energi. I 2016 havde Regionalrådet for Réunion planer om at nedgradere nationalparken til en regional naturpark for at lette udviklingen af turismen. Dette blev bestridt af parkens myndigheder og oppositionspolitikere.

## Historie
Forslaget om at skabe en park blev først rejst i 1985. Réunions miljøcharter og den regionale udviklingsplan fastlagde formelt princippet om, at der skulle skabes en park i Les Hauts, det bjergrige indre af øen. Det franske miljøministerium blev officielt konsulteret med henblik på oprettelsen af en nationalpark.
Mellem 2000 og 2003 blev der igangsat en høringsproces, hvor staten, regionen, departementet og borgmestreforeningen blev enige om en protokol og nedsatte en styregruppe. 27 af 29 institutioner godkendte planen om at etablere en nationalpark, og den 29. marts 2003 underskrev den franske premierminister et dekret, der anerkender projektet.
Debatter og forhandlinger om grænserne og målene for den fremtidige nationalpark intensiveredes. Mellem august og september 2004 var planen genstand for en offentlig undersøgelse, arrangeret af præfekten i de 24 kommuner på øen. Kommunerne reagerede positivt på projektet og tilføjede nogle anbefalinger.
Parken blev officielt oprettet den 5. marts 2007 gennem et dekret truffet efter råd fra statsrådet. I april 2007 tiltrådte Administrationsrådet; mellem 2007 og 2009 blev der ansat personale og udført installationer på stedet. I 2008 begyndte arbejdet med at oprette nationalparkens charter.
Den 1. august 2010 anerkendte UNESCOs Verdensarvskomite værdien af naturområderne i Réunion Nationalpark og inkluderede "Pitons, cirques and remparts of Réunion Island" på sin verdensarvsliste. 

## Mission
I sit charter identificerer nationalparken fire hovedmål: For det første at bevare mangfoldigheden af landskaber og ledsage deres udvikling. For det andet at vende tabet af biodiversitet. For det tredje at bevare og tilføje værdi til højlandets kultur og sikre overførsel af dets værdier. For det fjerde at fremme økonomisk udvikling for højlandet. :3 

## Geografi
Kernen i Réunion Nationalpark dækker et areal på 1.053,84 km2 i det indre af øen, svarende til 42% af dens overflade og strækker sig over landet med 23 kommuner. Dette kerneområde omfatter også en del beboet og opdyrket jord. Ved siden af kernen er en frivillig bufferzone (aire d'adhésion) der dækker 876,96 km2 og berører alle 24 kommuner på øen. Samlet strækker parken sig over mere end 75% af øen.:12 Øen Réunion er af vulkansk oprindelse og ligger over et hotspot, Réunion hotspot. To vulkaner danner dens rygrad: Piton des Neiges, der er over 3.000 meter høj, og den stadig aktive Piton de la Fournaise. Fire store områder udgør hjertet af nationalparken, og er opført som verdensarvssted:
- Mare Longue skov ved Saint-Philippe, herunder nogle af de bedst bevarede rester af tropisk skov i lav højde, kaldet Forêt de bois de couleurs des Bas (fr) ;
- Cirque de Cilaos med klippeformationerne Pain de Sucre og La chapelle, i Bras Rouge- flodens smalle slugt og 100.000 år gammelt tilgængeligt magmakammer;
- Cirque de Salazie med Piton d'Anchaing (fr), et 1.356 meter højt dominerende massiv;
- La Grande Chaloupe mellem Saint-Denis og La Possession, en af de sidste rester af den vintergrønne skov, der engang var almindelig i den vestlige del af øen, bevaret og restaureret her.

## Dyreliv
Réunion deler en fælles naturhistorie med de andre Mascarene-øer, Mauritius og Rodrigues . Alle tre øer var ubeboede før 1600-tallet. Menneskelig ankomst førte til massiv udryddelse og indførte arter, såsom de store landsnegle (Achatina) i Réunion, som truede hjemmehørende levesteder og arter. Mindre end 25 % af Réunion menes at være dækket af original vegetation ifølge World Wildlife Fund (WWF), for det meste begrænset til højderne. Skovene på Réunion og de to andre øer er blevet klassificeret som økoregionen "Mascarene skove" af WWF, med en bevaringsstatus "truet". Conservation International inkluderer Réunion i "Madagaskar og Det Indiske Oceans øers" biodiversitetshotspot, et prioriteret område for bevaring. Der er næsten lige så mange indførte planter som indfødte, 830, der er blevet naturaliseret på øen, og 50 betragtes som invasive og truer den indfødte flora og levesteder.
Isolationen af øen og dens mangfoldighed af levesteder og mikroklimaer har begunstiget diversificeringen af en meget endemisk flora: Af de 850 kendte hjemmehørende plantearter er 230 endemiske, og halvdelen af dem er truet. Denne oprindelige flora findes i forskellige højder. Den rå topografi af parken har også muliggjort allopatri af mange fuglearter, såsom Barau's Petrel, den Réunion kærhøg, den Réuniongråfugl , og Brunrygget brillefugl , såvel som genetisk differentiering inden for disse arter. I alt findes 18 fuglearter ved Réunion, hvoraf halvdelen er endemiske. Mindst 22 fuglearter er allerede uddøde siden menneskets kolonisering. En stor trussel mod fuglefaunaen er indførte katte og rotter. Af pattedyr rekoloniserede den mauritiske flyvende ræv Réunion efter at være uddød fra øen. Bemærkelsesværdige sommerfuglearter omfatter Papilio phorbanta og Salamis augustina, og et endemisk krybdyr er Reunion Island-daggekkoen.
| Head and torso of a green-red lizard on tree bark     |
| Réunion Island ornate daggekko (Phelsuma inexpectata) |

| The crown of a plam tree seen against a blue sky background |
| Acanthophoenix rousselii, et endemisk palmetræ              |

| Close-up of a shrub with white flower buds |
| Gaertneria vaginata, "Losto café"          |

## Galleri
- Bridal Veil Falls, Salazie
- Panorama fra Nez de Boeuf
- Spor til Roche Écrite-toppen
- Piton des Neiges
- Udsigt over Cirque de Mafate
- Cirque de Salazie
- Plaine des Sables
- Lavastrøm fra Piton de la Fournaise
- Skov af Acacia heterophylla
- Cirque de Mafate

## Turisme
Nationalparken udgør en af Réunions største attraktioner. Dens bjerge er et populært rejsemål for vandreture og bjergbestigning; der er mere end 900 km afmærkede stier, der krydser så forskellige landskaber som regnskove, sukkerrørsplantager og vulkanske marker. De omfatter tre langdistancestier godkendt af det franske vandreforbund, med bjerghytter langs stien. Mere end 400.000 mennesker besøger hvert år vulkanen Piton de la Fournaise, som der er etableret en sti til.
Parkens besøgscenter, La Maison du Parc ved La Plaine-des-Palmistes, blev indviet den 21. august 2014 af den franske præsident François Hollande.

## Kontroverser
Siden nationalparkens oprettelse er der opstået debatter om dens forvaltning og indvirkningen på befolkningen i oplandet. Indbyggerne i området kritiserede ledelsen for ikke at respektere deres historie og traditioner og nævnte landbrugsaktiviteter, der var forbudt ved flere lejligheder. Parkens embedsmænd fastholdt, at enhver aktivitet var mulig under visse betingelser.
De vulkanske omgivelser rummer potentiale for vedvarende energiproduktion fra geotermisk energi . Dette strider dog mod nationalparkens kald om at bevare natur- og kulturlandskabet. :23 Pr.  2016 , blev der udført pilotundersøgelser for to 5 MW geotermiske kraftværker, ved foden af Piton des neiges og på Plaine des Sables, hvor et projekt allerede var blevet overvejet og senere opgivet. Begge steder falder i aire d'adhésion uden for parkens kerneområde, men der er også stillet forslag til steder inden for verdensarvsområdets grænse.
I februar 2016 annoncerede det konservative flertal i Regional Council of Réunion med præsident Didier Robert planer om at omdanne nationalparken til en regional naturpark. For restriktive regler, som hindrede turismeudvikling, blev nævnt som et motiv. En regional naturpark fungerer i modsætning til en nationalpark på grundlag af gensidige aftaler og har ingen beføjelse til at fastsætte sine egne regler. Parkembedsmænd og oppositionspolitikere afviste planen og sagde, at den ville true øens biodiversitet, verdensarvslisten og kritisk adgang til statsstøtte. Det ville være det første tilfælde, hvor en nationalpark i Frankrig bliver nedprioriteret. I september 2016 annoncerede nationalparkens direktør, Marylène Hoarau, at hun ville trælle sig tiklbage efter pres fra Ségolène Royal, der var minister for miljø, bæredygtighed og energi. Dette fik parkens præsident, Daniel Gonthier, til at mistænke politisk indblanding; Hoarau havde kritiseret Robert for at indkalde forslag om parkens fremtid. I et interview nægtede Robert at være involveret i Hoaraus afgang og kritiserede ministeren for hendes beslutning.